# Deidrogluconato deidrogenasi
La deidrogluconato deidrogenasi è un enzima appartenente alla classe delle ossidoreduttasi, che catalizza la seguente reazione:
2-deidro-D-gluconato + accettore ⇄ 2,5-dideidro-D-gluconato + accettore ridotto
L'enzima è una flavoproteina.